# Trance 80's Vol 3
Trance 80's Vol. 3 är en dubbel-CD som gavs ut 3 februari 2003 av Polystar Records.

## Låtlista

### CD1
1. Master Blaster - Hypnotic Tango (2:57)
2. Novaspace - Guardian Angel (3:30)
3. Auria Pozzi - Joe Le Taxi (3:38)
4. Jan Wayne - More Than A Feeling (3:49)
5. Mandy & Randy - Mandy (3:05)
6. Baracuda - Damn! (Remember The Time) (3:40)
7. André Visior - Don't Go (3:24)
8. Mark 'Oh - Let The Children Cry (3:53)
9. DJ BoozyWoozy - One More Try (3:03)
10. Grandstand - I'll Stand By You (3:42)
11. Pure Pressure - Wouldn't It Be Good (3:24)
12. Treysa - Get Here (3:26)
13. Phonkillaz - She's Like The Wind (3:14)
14. O-Mind - Mary's Prayer (3:25)
15. Outatime - Juliet (3:35)
16. DJ German & Friends - Ich War Noch Niemals In New York (3:34)
17. D&M Project - Ride Like The Wind (3:36)
18. Pure Broken Wings (3:50)
19. Fusion 808 - Take On Me (3:33)
20. The Sax Brothers - Careless Whisper (2:57)

### CD2
1. DJ Sammy - Boys Of Summer (4:02)
2. Jonie N. - Tell It To My Heart (3:22)
3. 2 DJ's And One - I Engineer (3:25)
4. DJs@Work - Fly With Me (3:45)
5. MC Miker G. & DJ Sven - Holiday Rap (3:35)
6. Re-Corder - Through The Barricades (3:47)
7. Alex C. - Rhythm Of The Night (3:47)
8. Future Pop - When The Rain Begins To Fall (3:45)
9. Starsplash - Rainbow In The Sky (3:38)
10. Topmodelz - Fly On The Wings Of Love (4:00)
11. Pulsedriver vs. George Kranz - Din Daa Daa (3:49)
12. Trackraiders - It's Alright (3:47)
13. Karroo - Maid Of Orleans (3:46)
14. Deejay One - Coming Home (3:36)
15. L'Na - Urgent (3:33)
16. Akkersson - What I've Got (3:27)
17. Marc Et Claude - Loving You (3:27)
18. G.U.M. - This Is Not A Lovesong (3:38)
19. Hiver & Hammer - Step By Step (3:25)
20. Nena - 99 Luftballons (Westbam Remix) (4:01)